# Heeres-Flak-Abzeichen

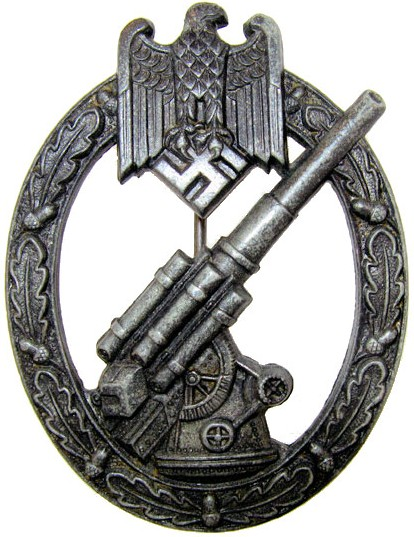
Heeres-Flak-Abzeichen

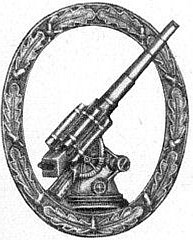
Abbildung des Heeres-Flak-Abzeichens in der 57er Version

Das Heeres-Flak-Abzeichen war ein militärisches Kampfabzeichen der deutschen Wehrmacht im Zweiten Weltkrieg.

## Einführung
Am 18. Juli 1941 wurde das Abzeichen mit Verordnung des Oberkommandos des Heeres (OKH) durch Walther von Brauchitsch nach Vorbild des Flak-Kampfabzeichens der Luftwaffe eingeführt. 

## Verleihungsbestimmungen
Nach den Verleihungsbestimmungen konnte das Abzeichen verliehen werden an:
- „die Flak-Kompanien und leichten Batterien der Heeres-Flak-Artillerie bei mindestens fünf Abschüssen durch Geschütze desselben Zuges an Zugführer, Geschützführer und Geschützbedienungen, soweit diese an den Abschüssen beteiligt gewesen sind.“
- „die schweren Batterien der Heeres-Flak-Artillerie bei mindestens fünf Abschüssen an die Angehörigen der Gefechtsbatterie, soweit diese an den Abschüssen unmittelbar beteiligt gewesen sind.“
- „die vorgesetzten Führer der beteiligten Einheiten …“

Am 4. September 1942 wurden die Verleihungsbestimmungen des Heeres-Flak-Abzeichens durch neuerliche Verfügung des OKH denen des Flakkampfabzeichens der Luftwaffe angepasst.
Das Abzeichen wurde mit Besitzurkunde ausgegeben.

## Aussehen
Der Kranz des Heeres-Flak-Abzeichens besteht aus einem hochovalen Ring, der mit Eichenblättern und Eicheln belegt ist. Die Mitte wird von einem aus Blech ausgestanzten, versilberten 8,8-cm-Geschütz dominiert. Im oberen Bereich ist das Hoheitszeichen der Wehrmacht angebracht. 
Der künstlerische Entwurf stammte von dem Berliner Graphiker Ernst Peekhaus. Die Herstellung in versilberter Ausführung erfolgte überwiegend durch die Berliner Firma C.F. Juncker.

## Sonstiges
Laut Gesetz über Titel, Orden und Ehrenzeichen vom 26. Juli 1957 ist das Tragen der Auszeichnung in der Version des Dritten Reiches in der Bundesrepublik Deutschland nur ohne nationalsozialistische Embleme gestattet.